# 1992 w nauce

## Astronomia
- Lawrence Aller – Nagroda Henry Norris Russell Lectureship przyznawana przez American Astronomical Society.
- Bohdan Paczyński – Nagroda Dannie Heineman Prize for Astrophysics przyznawana przez American Astronomical Society.

## Nagrody Nobla
- Fizyka – Georges Charpak
- Chemia – Rudolph Arthur Marcus
- Medycyna – Edmond H. Fischer, Edwin Gerhard Krebs